# 1790
1790 (MDCCXC) var ett normalår som började en fredag i den gregorianska kalendern och ett normalår som började en tisdag i den julianska kalendern.

## Händelser

### Februari
- 6 februari – Jönköping drabbas av en stor stadsbrand, som ödelägger stora delar av den östra delen av staden.[1]
- 25 februari – Franska revolutionen:  En ny jämlik arvslag införs i Frankrike.

### April
- 9 april – Nio av Anjalaförbundets män döms till döden men åtta av dem benådas.

### Maj
- 6 maj – Svenskarna besegrar ryssarna i slaget vid Korhois.
- 11 maj – Belgiens förenta stater utropas.[2]
- 13 maj – Svenska flottan besegras av den ryska i sjöslaget vid Reval.
- 15 maj – Svenska skärgårdsflottan besegrar den ryska i slaget vid Fredrikshamn.
- 19 och 20 maj – Svenskarna besegrar ryssarna i slaget vid Keltis baracker.
- 29 maj – Rhode Island blir den 13:e delstaten att ingå i den amerikanska unionen.[3]

### Juni
- 4 juni
  - Svenskarna besegras av ryssarna i slaget vid Savitaipal.
  - Svenska flottan och skärgårdsflottan stängs in i Viborgska viken av den ryska flottan.
- 17 juni – Brand i Karlskrona.[4]
- 19 juni – Nationalförsamlingen i Frankrike avskaffar adeln.

### Juli
- 3 juli – Nästan hela svenska flottan tar sig ut ur Viborgska viken under stark beskjutning av den ryska, vilket är känt som Viborgska gatloppet.

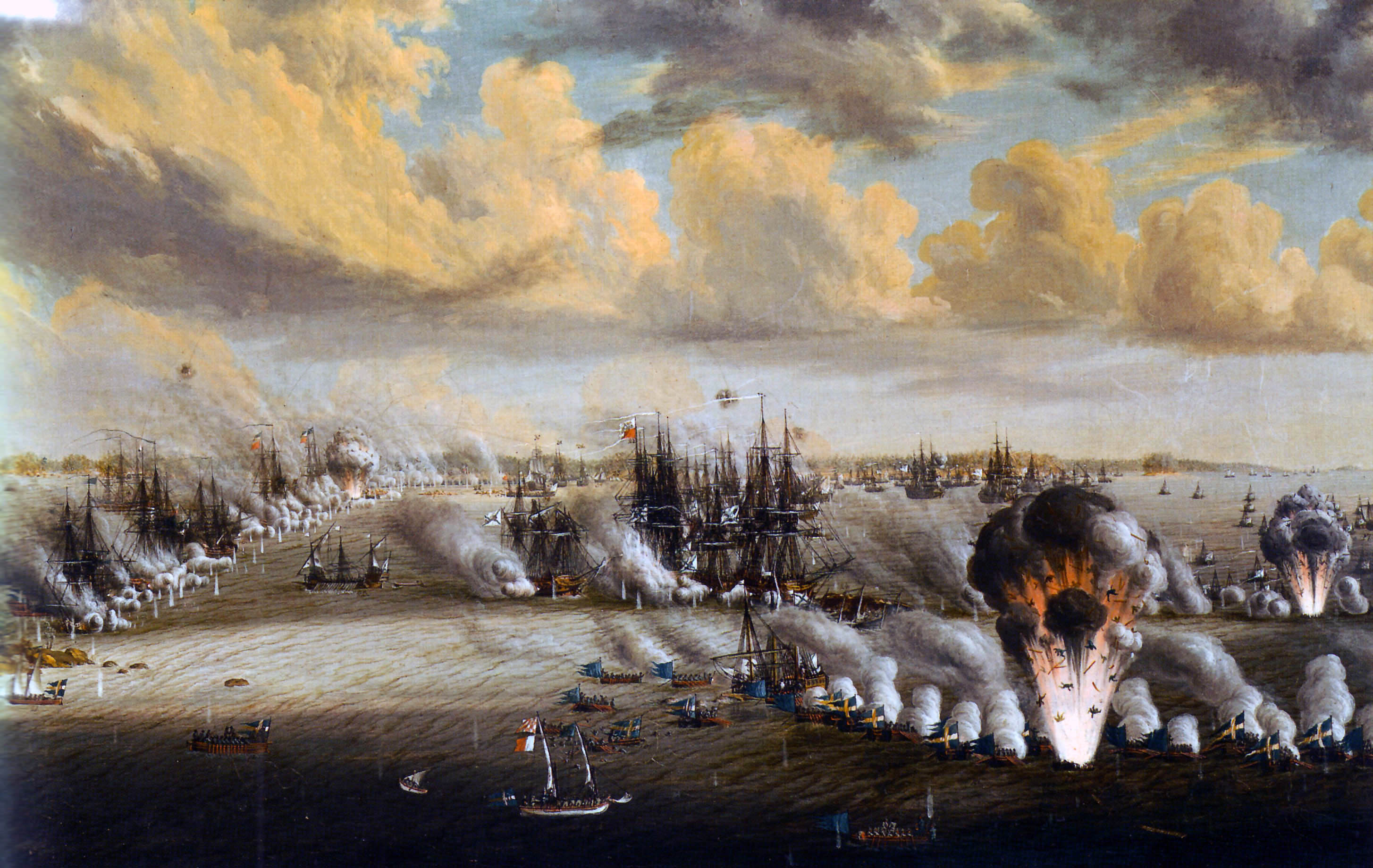
Den svenska flottans seger i andra slaget vid Svensksund 9 juli 1790 är en av den svenska marina militärhistoriens största segrar

- 9–10 juli – Svenska flottan besegrar den ryska i det andra slaget vid Svensksund, den svenska sjökrigshistoriens största seger någonsin. Den följs med spänning i hela Europa.

### Augusti
- 14 augusti – Fred sluts mellan Sverige och Ryssland i Värälä utan landavträdelser. Ryssarna uppger alla krav på en ändrad svensk konstitution och därmed slutar den ryska inblandningen i svensk politik.
- 30 augusti – Gustav III återvänder i triumf till Stockholm.

### September
- 8 september – Den anjalaman, som inte benådats, överste Johan Henrik Hästesko, avrättas.
- 24 september – Carl Michael Bellmans Fredmans epistlar utkommer.

### November
- 1 november – Rådhuset i Gävle invigs.[5]

### December
- 7 december – Belgiens förenta stater upplöses, och blir återigen Österrikiska Nederländerna.[2]
- 10 december – Trots att Gustav III:s paviljong vid Hagaparken ännu inte är helt färdigbyggd kan kungen nu börja använda byggnaden och hålla sin första middag där. Paviljongen blir helt klar först 1792, efter kungens död.

### Okänt datum
- En ny bestämmelse enligt kungligt brev gör kvinnor vanligare än män som arbetare inom sidenindustrin: "när så omtränger och tillräckligt antal skickelige arbetare av mankönet icke är att tillgå, må fabriksidkare vid deras verk jämväl btjäna sig av kvinnfolk".[6]

## Födda

### Första kvartalet

#### Januari
- 6 januari – Arnold Naudain, amerikansk politiker, senator 1830–1836. (död 1872)
- 12 januari – Juana Ramírez, venezuelansk frihetshjältinna. (död 1856)
- 17 januari
  - Powhatan Ellis, amerikansk politiker, jurist och diplomat, senator 1825–1826 och 1827–1832. (död 1863)
  - William Harper, amerikansk politiker och jurist, senator 1826. (död 1847)
- 19 januari – Per Daniel Amadeus Atterbom, svensk författare, ledamot av Svenska Akademien 1839[7]. (död 1855)

#### Februari
- 2 februari – William Elford Leach, brittisk zoolog. (död 1836)

#### Mars
- 29 mars – John Tyler, amerikansk politiker, USA:s president 1841–1845. (död 1862)

### Andra kvartalet

#### April
- 30 april – Karl Wilhelm von Willisen, tysk militär. (död 1879)

#### Maj
- 27 maj – Ludwig Blesson, tysk militärskriftställare. (död 1861)

#### Juni
- 17 juni – Abel P. Upshur, amerikansk politiker (whig), USA:s utrikesminister 1843–1844. (död 1844)

### Tredje kvartalet

#### Juli
- 4 juli – George Everest, brittisk överste och geograf. (död 1866)

#### Augusti
- 10 augusti – George McDuffie, amerikansk politiker. (död 1851)
- 19 augusti – Giuseppe De Fabris, italiensk skulptör. (död 1860)

#### September
- 2 september – Magnus Brahe, svensk greve. (död 1844)
- 8 september – Edward Law, 1:e earl av Ellenborough, brittisk politiker. (död 1871)
- 29 september – Alexandre Parent du Châtelet, fransk läkare. (död 1836)

### Fjärde kvartalet

#### Oktober
- 21 oktober – Alphonse de Lamartine, fransk författare och politiker. (död 1869)
- 25 oktober – Robert Stirling, skotsk präst och uppfinnare av stirlingmotorn. (död 1878)

#### November
- 4 november – Carlos Antonio López, paraguayansk politiker. (död 1862)

#### December
- 8 december – Friederike Lienig, lettisk (balttysk) entomolog. (död 1855)
- 9 december – Henry S. Geyer, amerikansk politiker och advokat, senator 1851–1857. (död 1859)

## Avlidna

### Första kvartalet

#### Januari
- 5 januari – Jacob Christian Schäffer, 71, tysk präst och mykolog.
- 13 januari – Luc Urbain du Bouëxic de Guichen, 77, fransk greve och sjömilitär.
- 15 januari – John Landen, 70, brittisk matematiker.
- 20 januari – John Howard, 63, brittisk filantrop.

#### Februari
- 2 februari – Friedrich Wolfgang Reiz, 56, tysk klassisk filolog.
- 4 februari – Nicolai Mohr, 47, dansk natur- och språkforskare.
- 5 februari – William Cullen, 79, skotsk läkare.
- 18 februari – Elisabeth Wilhelmine av Württemberg-Mömpelgard, 22, österrikisk ärkehertiginna.
- 19 februari – Thomas de Mahy de Favras, 45, fransk markis och militär, avrättad.
- 20 februari – Josef II, 48, tysk-romersk kejsare sedan 1765.

#### Mars
- 5 mars – Peter Schenling, 74, svensk politiker.
- 7 mars – Jean-Baptiste Romé de l'Isle, 53, fransk mineralog.
- 12 mars
  - William Grayson, amerikansk politiker, senator 1789–1790.
  - Andreas Hadik von Futak, 79, österrikisk militär.
- 24 mars – Per Fjellström, 70, svensk porträttmålare.
- 27 mars – Axel Kellman, 65, svensk ämbetsman.

### Andra kvartalet

#### April
- 6 april – Ludvig IX, 70, markgreve av Hessen-Darmstadt sedan 1768.
- 17 april – Benjamin Franklin, 84, amerikansk fysiker och statsman[8].
- 26 april – Nils Petter Stenström, 39, svensk möbelsnickare.
- 29 april – Charles-Nicolas Cochin, 75, fransk tecknare och kopparstickare.
- 30 april – Hans Wahlberg, 70, svensk politiker.

#### Maj
- 6 maj – Jacques Antoine Hippolyte de Guibert, 46, fransk general och militärteoretiker.
- 16 maj – Philip Yorke, 2:e earl av Hardwicke, 70, brittisk politiker.
- 19 maj – Gabriel Boding, 76, svensk kartograf och kopparstickare.
- 21 maj – Thomas Warton, 62, brittisk litteraturhistoriker.
- 24 maj – Gelasius Dobner, 70, böhmisk präst.

#### Juni
- 6 juni – Peter Schönström, 70, svensk militär.
- 9 juni – Robert Robinson, 54, brittisk präst och psalmförfattare.
- 30 juni – Lucia Galeazzi Galvani, 47, italiensk forskare.

### Tredje kvartalet

#### Juli
- 7 juli – Frans Hemsterhuis, 68, nederländsk filosof och arkeolog.
- 17 juli – Adam Smith, 67, skotsk filosof och nationalekonom.
- 22 juli – Giammaria Ortes, 77, italiensk nationalekonom.
- 25 juli – William Livingston, 66, amerikansk politiker, guvernör i New Jersey 1776–1790.

#### Augusti
- 19 augusti – Ignaz Franz, 70, tysk teolog och psalmförfattare.
- 23 augusti – Barthélemy Imbert, 43, fransk författare.
- 29 augusti – Ludvig Günther II, 81, regerande furste av Schwarzburg-Rudolstadt sedan 1767.

#### September
- 1 september – Katharina Christina Ålenning-Krey, 43, svensk miniatyrmålare och gravör.
- 2 september – Johann Nikolaus von Hontheim, 89, tysk teolog.
- 8 september – Johan Henrik Hästesko, 49, svensk militär, medlem av Anjalaförbundet, avrättad.
- 22 september – Anders af Botin, 66, svensk historiker.
- 27 september – Ernst Salomon, 43, svensk militärläkare.
- 28 september – Nikolaus I Joseph Esterházy de Galantha, 75, ungersk furste och militär.
- 29 september – Hans Gustaf Rålamb, 74, svensk friherre, hovman och författare.

### Fjärde kvartalet

#### Oktober
- 11 oktober – Marmaduke Tunstall, brittisk ornitolog och samlare.
- 14 oktober – William Hooper, 48, amerikansk politiker.
- 27 oktober – Wiguläus von Kreittmayr, 84, bayersk friherre, jurist och politiker.

#### November
- 6 november – James Bowdoin, 64, amerikansk politiker, guvernör i Massachusetts 1785–1787.
- 21 november – Karol Stanisław Radziwiłł, 56, polsk adelsman.
- 28 november – Pierre Jaquet-Droz, 69, schweizisk urmakare.

#### December
- 3 december – Johan Törner, 78, svensk präst och författare.
- 6 december – Eric Cederlöf, 81, svensk ämbetsman.
- 10 december – Per Scheffer, 72, svensk militär.
- 16 december – Ludwig August Lebrun, 38, tysk oboist.
- 29 december
  - Maria Teresa Cybo-Malaspina, 65, regerande furstinna av Massa och regerande furstinna av Carrara sedan 1731.
  - Carl Vilhelm von Düben, 66, svenskt riksråd samt kanslipresident från 1788 till 8 november detta år.
- 31 december – Jens Worm, 74, dansk skolman och litteraturhistoriker.

### Fotnoter
1. ↑  ”Årtal och händelser i Jönköping”. Arkiverad från originalet den 12 oktober 2011. https://www.webcitation.org/62NBUO9bN?url=http://maltell.se/historia/databas/search/kronologiviewmobil1700.php. Läst 14 januari 2019.
2. 1 2  World Statesmen (läst 5 april 2011)
3. ↑  Island World Statesmen (läst 3 april 2011)
4. ↑  ”Värmlands brandhistoriska klubb”. Arkiverad från originalet den 12 oktober 2011. https://www.webcitation.org/62NB7kO36?url=http://www.brandhistoriska.org/olyckor_se.html. Läst 16 mars 2011.
5. ↑  Det hände i dag
6. ↑  Du Rietz, Anita, Kvinnors entreprenörskap: under 400 år, 1. uppl., Dialogos, Stockholm, 2013 s.483
7. ↑  Det hände i dag
8. ↑  Det hände i dag